# Monkey Grip
Monkey Grip es el primer álbum de estudio en solitario de Bill Wyman, bajista de The Rolling Stones. Fue publicado el 10 de mayo de 1974 a través de Rolling Stones Records.

## Concepción
En una entrevista con Cash Box en la edición del 25 de mayo de 1974, Wyman declaró que “su LP en solitario no tenía absolutamente nada que ver con The Rolling Stones de ninguna manera, y que era su medio personal de expresión musical, un foco de atención del que nunca ha tenido la oportunidad de disfrutar con el grupo”. Wyman explicó que Monkey Grip era algo que había estado pensando en armar durante algún tiempo y que ese momento se hizo realidad cuando sus primeras vacaciones del grupo en 18 meses se hicieron realidad en noviembre pasado. Fue entonces cuando él y varios músicos fueron a los estudios Criteria de Miami para grabar nueve pistas.

## Composición
De acuerdo a la revista Cash Box, “Wyman no sólo quería grabar un álbum con sus propias canciones, sino que quería pasar un buen rato haciéndolo”.  Señaló además que, a juzgar por el producto terminado, el oyente debería poder captar la sensación de un “buen momento”. Él cree que Monkey Grip es simplemente un buen entretenimiento sin connotaciones pesadas que deslumbren al oyente. Wyman citó sus influencias a la música cajún temprana, el blues temprano y el período de formación del rock and roll (que comenzó aproximadamente en 1950 hasta 1954).

## Grabación y producción

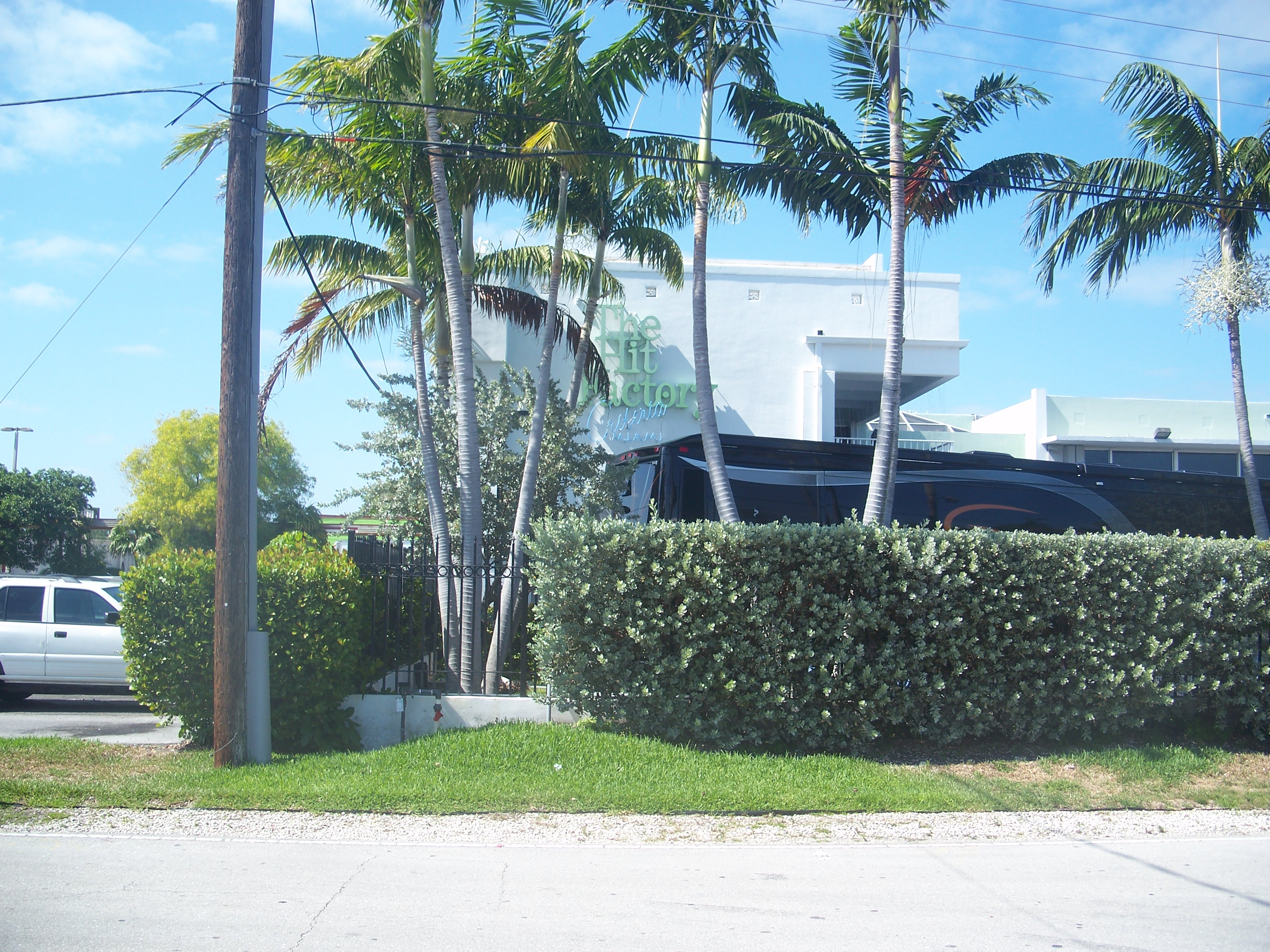
Criteria Studios, donde Wyman grabó Monkey Grip.

Las sesiones de grabación de Monkey Grip tuvieron lugar entre diciembre de 1973 hasta febrero de 1974, aunque el período de grabación real duró sólo 5 semanas, durante las cuales las sesiones duraron un máximo de 5 o 6 horas por día. Wyman organizó las sesiones poco después de que The Rolling Stones terminaran la tumultuosa y muy respetada gira europea de 1973 en apoyo al álbum Goats Head Soup. Wyman produjo el álbum él mismo con la ayuda de Howard y Ron Albert. Los músicos de sesión incluían a Lowell George, Dr. John, Leon Russell, Danny Kortchmar y Dallas Taylor. La ausencia de los otros Rolling Stones en el álbum fue casi intencionada, aunque Wyman mencionó que consideró por un tiempo pedir a Mick Taylor y Charlie Watts que participaran. Ambos estaban de vacaciones en ese momento, por lo que no fue posible localizar a ninguno de ellos. Wyman también mencionó otros nombres que le hubiera gustado que aparecieran con él en el disco, el más destacado de los cuales fue el guitarrista Roy Buchanan.
En el libro de Mark Paytress, Rolling Stones: Off The Record, Wyman explicó:

“Cuando mencioné por primera vez que iba a hacer mi propio álbum, asumieron que iba a ser instrumental. Cuando dije: ‘No’, me preguntaron: ‘¿Pero quién cantará en él?’. Cuando les dije que yo, me dijeron: ‘¡Pero no sabes cantar!’ ... Ojalá lo vieran simplemente como algo que necesito hacer fuera de The Stones, simplemente otro proyecto como las dos películas de Mick o la participación de Mick Taylor con Tubular Bells”.

## Lanzamiento
Publicado el 10 de mayo de 1974, Monkey Grip se convirtió en el primer álbum solista de un miembro de The Rolling Stones. Wyman promocionó Monkey Grip como “un álbum de Bill Wyman”, y no como “un álbum de Bill Wyman de The Rolling Stones”. Él explicó que “le gustaría que el público lo aceptara como un artista con méritos propios o no lo aceptara en absoluto” y que “los fanáticos de The Rolling Stones no deberían comprar este álbum sólo porque soy uno del grupo. No es un álbum de The Rolling Stones. Es un álbum de Bill Wyman”. Como habían hecho The Rolling Stones el año anterior con Goats Head Soup, Wyman rodó una serie de videos promocionales para las canciones «I Want to Get Me a Gun», «Monkey Grip Glue», «What a Blow» y «White Lightnin'».

## Recepción de la crítica
Un escritor no especificado de la revista Cash Box declaró: “Bill ha sido considerado durante mucho tiempo uno de los mejores bajistas de rock del mundo y sus líneas son clásicos, desde «Jumpin' Jack Flash» hasta «Sympathy for the Devil». Este LP es potente, dinámico y un paso impresionante para el artista”.

## Lista de canciones
Todas las canciones escritas y compuestas por Bill Wyman. 
| Lado uno |                        |          |  |
| N.º      | Título                 | Duración |  |
| 1.       | «I Wanna Get Me a Gun» | 4:59     |  |
| 2.       | «Crazy Woman»          | 2:42     |  |
| 3.       | «Pussy»                | 2:09     |  |
| 4.       | «Mighty Fine Time»     | 3:38     |  |
| 5.       | «Monkey Grip Glue»     | 4:58     |  |

| Lado dos |                      |          |  |
| N.º      | Título               | Duración |  |
| 1.       | «What a Blow»        | 5:24     |  |
| 2.       | «White Lightnin'»    | 2:42     |  |
| 3.       | «I'll Pull You Thro» | 4:25     |  |
| 4.       | «It's a Wonder»      | 5:35     |  |

- Los lados uno y dos fueron combinados como pista 1–9 en la reedición de CD.

| Bonus tracks (2006 Castle Music reissue) |                                  |          |  |
| N.º                                      | Título                           | Duración |  |
| 10.                                      | «Wine & Wimmen» (early version)  | 3:41     |  |
| 11.                                      | «It's Just a Matter of Time»     | 3:04     |  |
| 12.                                      | «If You've Got the Feelin'»      | 3:39     |  |
| 13.                                      | «Five Card Stud»                 | 3:47     |  |
| 14.                                      | «Monkey Grip Glue» (single edit) | 3:18     |  |
| 15.                                      | «What a Blow» (single edit)      | 3:46     |  |
| 16.                                      | «White Lightnin'» (single mix)   | 2:44     |  |
| 17.                                      | «Pussy» (single mix)             | 2:11     |  |

## Créditos y personal
Créditos adaptados desde las notas de álbum de Monkey Grip.
Músicos
- Bill Wyman – voz principal, bajo eléctrico (1–5, 7–9), guitarra acústica (3, 4, 7, 8), arpa de boca (3), piano acústico (4), coros (4), guitarra eléctrica (6)
- Danny Kortchmar – guitarra eléctrica (1, 2, 4–6, 9), guitarra de doce cuerdas (7, 8)
- Joe Lala – percusión (1–3, 5–9)
- Mac Rebennack – piano (1), órgano (6), pedalero (6)
- Dallas Taylor – batería
- Joey Murcia – guitarra eléctrica (2)
- Duane Smith – piano (2, 8)
- George Terry – slide guitar (2), guitarra eléctrica (8)
- Byron Berline – violín tradicional (3, 6)
- Jackie Clark – guitarra eléctrica (3, 4, 8)
- Peter Graves – trombón (3)
- John McEuen – banjo (3), dobro (7), mandolina (7)
- Abigale Haness – coros (4)
- Leon Russell – piano (4)
- Lowell George – guitarra líder (5)
- William Smith – piano (5)
- Hubert Heard – órgano (8, 9), piano (9)
- Betty Wright – coros (1, 2, 5, 8, 9)
- George McCrae – coros (1, 2, 5, 8, 9)
- Gwen McCrae – coros (1, 2, 5, 8, 9)

Músicos adicionales
- Boneroo Horns Section (1, 2, 4–6, 8)
  - Peter Graves – trombón, bombardino
  - Ken Faulk – trompeta, fliscorno
  - Mark Colby – saxofón tenor y soprano, clarinete
  - Neal Bonsanti – saxofón tenor y barítono, bombardino

Personal técnico
- Bill Wyman – productor, arreglos
- Howard Albert – productor asistente, ingeniero de audio, mezclas
- Ron Albert – productor asistente, ingeniero de audio, mezclas
- Karl Richardson – masterización
- Jimmy Wachtel – diseño, ilustración
- Bob Jenkins – fotografía